# Per T. Ohlsson
Per T. Ohlsson, egentligen Per Evald Torbjörn Olsson, född 3 mars 1958 i Malmö, död 27 oktober 2021 i Malmö, var en svensk författare och journalist.

## Biografi
Ohlsson studerade bland annat vid Lunds universitet. 1980–1981 var han redaktör för studenttidningen Lundagård, och 1982–1985 arbetade han som journalist på Expressen. Han var senior krönikör i Helsingborgs Dagblad och Sydsvenska Dagbladet. Vid den senare tidningen var han även utrikeskorrespondent i USA 1985–1988 och politisk chefredaktör 1990–2005.
År 2017 utnämnde Humanistiska fakulteten vid Lunds universitet Ohlsson till hedersdoktor.

## Utmärkelser (urval)
- 1998 – Söderbergska journalistpriset[5]
- 2009 – Nicolinpriset[6]